# 103 km
103 km (ros. 103 км) – przystanek kolejowy w pobliżu miejscowości Pierwomajskij, w rejonie poczepskim, w obwodzie briańskim, w Rosji. Położony jest na linii Briańsk - Homel.